# Ilipula anguicula
Ilipula anguicula là một loài nhện trong họ Pisauridae.
Loài này thuộc chi Ilipula. Ilipula anguicula được Eugène Simon miêu tả năm 1903.